# 성덕중학교 (대전)
성덕중학교(成德中學校)는 대한민국 대전광역시 유성구 신성동에 있는 사립 중학교이다.

## 학교 연혁
- 1968년 2월 8일 : 충남 금성중학교 설립 인가(남성학원)
- 1984년 11월 26일 : 이사장 조원영 박사 취임
- 1985년 11월 8일 : 학교법인 남성학원을 동덕여학단에 흡수 합병
- 1989년 1월 1일 : 대전광역시교육청 관할 학교로 편성
- 1993년 9월 10일 : 본관 교사 준공(부지 23,998m2, 연면적 3,321m2)
- 1994년 3월 1일 : 성덕중학교로 교명 변경
- 1996년 3월 1일 : 학칙변경 인가(학년당 5학급씩 총 15학급)
- 1997년 7월 31일 : 별관 준공(연면적 1387.53m2)
- 2009년 3월 11일 : 다목적 강당 준공(952.47m2)
- 2017년 2월 28일 : 급식실 준공(급식실 703.7m2, 연결 통로 63.25m2)
- 2020년 2월 1일 : 학교법인 동덕여학단을 학교법인 동덕학원으로 변경
- 2023년 1월 19일 : 제53회 졸업식(졸업생수 110명, 총 졸업생 수 6,437명)
- 2023년 3월 2일 : 제56회 입학식(남 73명, 여 50명 총 123명 입학)
- 2023년 9월 1일 : 제12대 교장 황홍진 선생 취임

## 참고 자료
- 성덕중학교 - 한국교육학술정보원 학교알리미